# Astilbe rivularis
Astilbe rivularis är en stenbräckeväxtart som beskrevs av Buch.-ham. och David Don. Astilbe rivularis ingår i släktet astilbar, och familjen stenbräckeväxter.

## Underarter
Arten delas in i följande underarter:
- A. r. angustifoliolata
- A. r. myriantha

## Bildgalleri

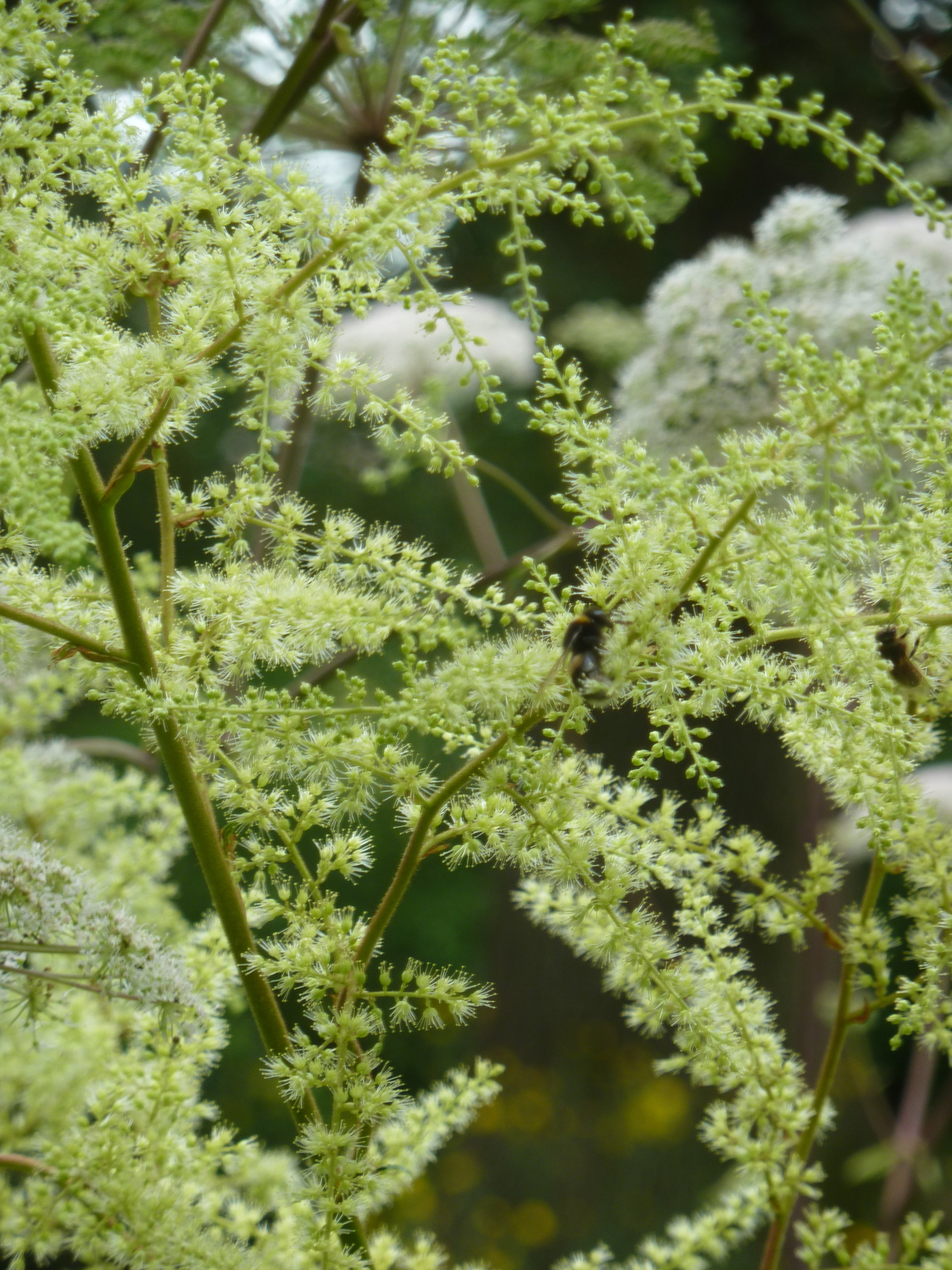
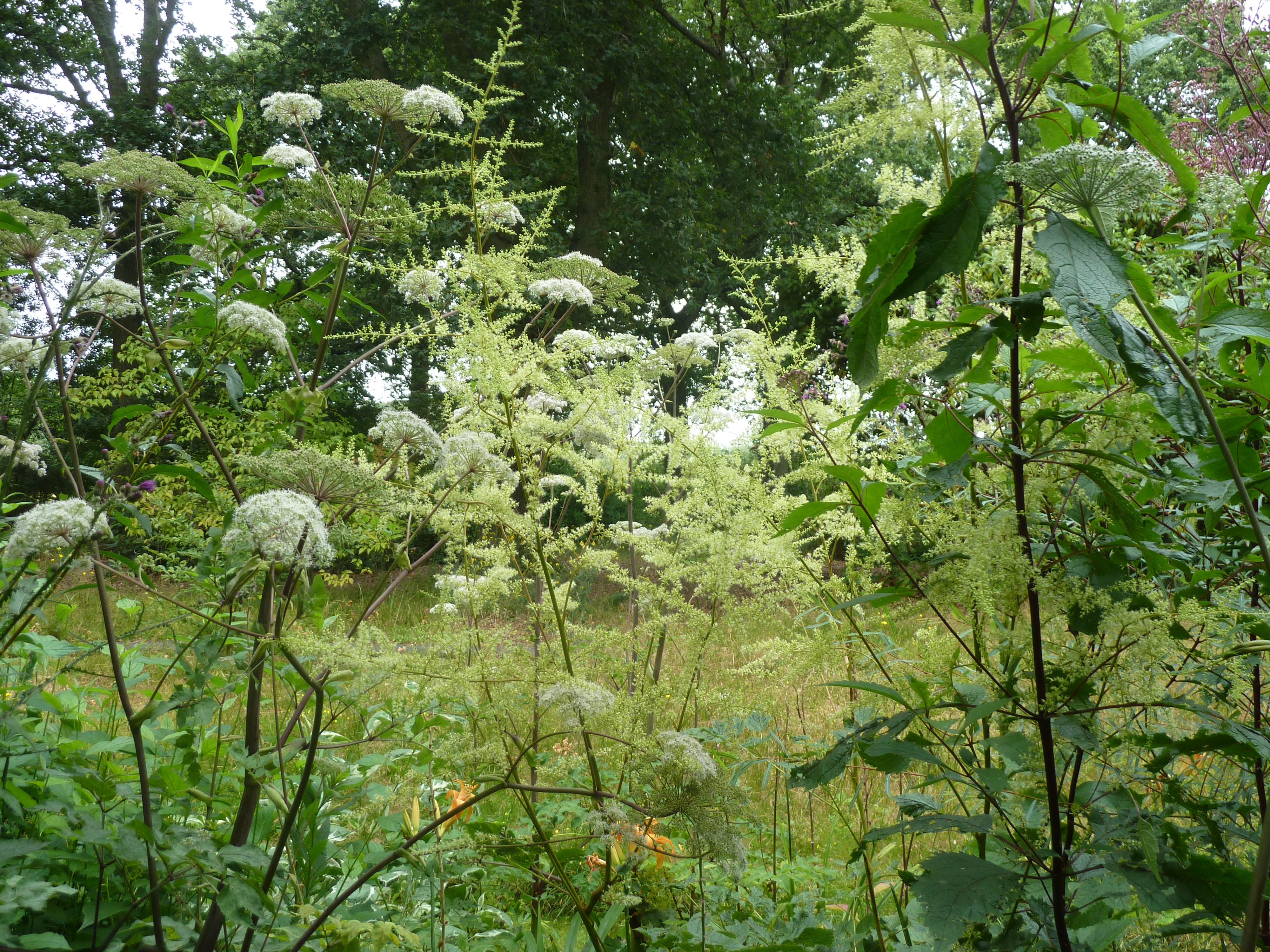